# Voices (Album)
Voices ist das neunte Studioalbum von Hall & Oates aus dem Jahr 1980. Es erschien am 29. Juli des Jahres bei RCA Records.

## Geschichte
Das Album wurde von Hall & Oates selbst produziert und in den Jahren 1979 und 1980 in den Electric Lady Studios aufgenommen. Neil Kernon mischte es. Jerry Marrotta und Chuck Bürgi sind am Schlagzeug zu hören. Daryl Hall spielte Keyboards, Gitarre, Vocoder, Synthesizer, Percussion und Mandogitarre (Mandar). John Oates spielte die sechs- und zwölfsaitige Gitarre sowie Percussions. Das Saxofon übernahm Charlie De Chant. G. E. Smith spielte weitere Gitarrenspuren ein. Den Bass spielte John Siegler.

## Titelliste
| Nr. | Titel                                 | Autoren                     | Länge |
| --- | ------------------------------------- | --------------------------- | ----- |
| 1.  | "How Does It Feel to Be Back"         | John Oates                  | 4:35  |
| 2.  | "Big Kids"                            | - Daryl Hall - Oates        | 3:40  |
| 3.  | "United State"                        | - Hall - Oates              | 3:08  |
| 4.  | "Hard to Be in Love with You"         | - Hall - Neil Jason - Oates | 3:38  |
| 5.  | "Kiss on My List"                     | - Janna Allen - Hall        | 4:25  |
| 6.  | "Gotta Lotta Nerve (Perfect Perfect)" | - Sara Allen - Hall         | 3:37  |

| Nr. | Titel                               | Autoren                                    | Länge |
| --- | ----------------------------------- | ------------------------------------------ | ----- |
| 7.  | "You’ve Lost That Lovin’ Feelin’"   | - Barry Mann - Phil Spector - Cynthia Weil | 4:37  |
| 8.  | "You Make My Dreams"                | - Sara Allen - Hall - Oates                | 3:11  |
| 9.  | "Everytime You Go Away"             | Hall                                       | 5:23  |
| 10. | "Africa"                            | Oates                                      | 3:39  |
| 11. | "Diddy Doo Wop (I Hear the Voices)" | - Hall - Oates                             | 3:43  |

## Rezension
Stephen Thomas Erlewine schrieb bei AllMusic: „...the album, the proof that the duo wasn’t merely a stellar singles act, but expert craftsmen as writers and record-makers. The next few albums were bigger hits, but they topped the charts on the momentum created by Voices, and it still stands as one of their great records.“

## Charts
Das Album erreichte Platz 17 der US-amerikanischen Billboard 200 und war 100 Wochen darin platziert.